# Leptocnemis luteosuturalis
Leptocnemis luteosuturalis är en skalbaggsart som beskrevs av Dombrow 2001. Leptocnemis luteosuturalis ingår i släktet Leptocnemis och familjen Melolonthidae. Inga underarter finns listade i Catalogue of Life.